# Балканска къртица
Балканска къртица (Talpa stankovici) е вид дребен бозайник от семейство Къртицови (Talpidae).
Видът е разпространен в източната част на Република Македония, източните гранични райони на Албания с Македония и Гърция и Северен Епир, Западна Македония, и части от Тесалия и Централна Македония в Гърция. Изолирана популация се среща и в северозападна Албания и южната част на Черна гора покрай адриатическото крайбрежие.
Географската изолираност на двете популации е причина за обособяването на два подвида:
- Talpa stankovici montenegrina Krystufek, 1994
- Talpa stankovici stankovici V. Martino and E. Martino, 1931

Обитава разнообразни открити и залесени местности от морското ниво до около 2300 метра надморска височина.